# 西山冨佐太

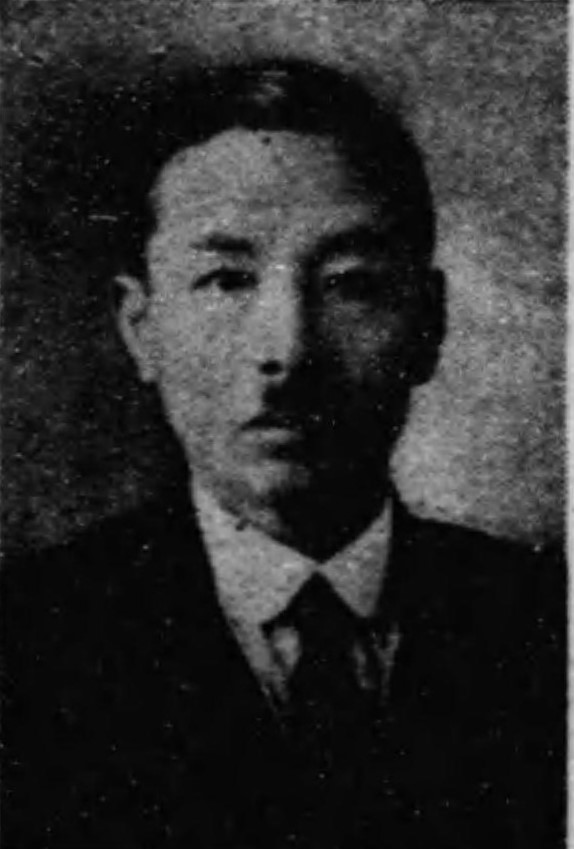
西山冨佐太

西山 冨佐太（にしやま ふさた、1889年（明治22年）7月18日 - 1972年（昭和47年）8月7日）は、明治末から昭和期の教育者、政治家。衆議院議員。

## 経歴
岡山県御野郡福浜村青江（現岡山市青江）で、農業・西山猪三郎の長男として生まれた。1910年（明治43年）岡山県師範学校を卒業した。
福浜尋常高等小学校訓導、富山尋常高等小学校訓導、平壌小学校訓導、女子師範学校訓導などを経て、1933年（昭和8年）岡山市立内山下小学校（現岡山市立岡山中央小学校）の校長に就任。その他、岡山県清輝青年訓練所長、同内山下青年学校長を務めた。
1946年（昭和21年）1月、岡山市教員組合、岡山県連合教員組合の組合長に就任。教員組合の支援を受けて、同年4月の第22回衆議院議員総選挙で岡山県全県区から無所属で出馬して当選。1947年（昭和22年）4月の第23回衆議院議員総選挙で岡山県第1区から民主党公認で出馬して再選され、衆議院議員に連続2期在任した。衆議院文教委員を務め、教員の待遇改善、義務教育無償化、退職教員の恩給増額、岡山大学誘致運動などに尽力した。1949年（昭和24年）1月の第24回総選挙では民主党公認で立候補したが、支持母体の教員組合が日本社会党支持に転換したため落選した。
その後、教育界に戻り、1950年（昭和25年）岡山県教育委員に立候補して当選し、1956年（昭和31年）公選制教育委員会の廃止まで在任した。その他、広島少年審判所司法保護委員、岡山県体育会評議員、日本教育会岡山県支部参与、日本退職公務員連盟岡山県支部理事長などを務めた。